# Solitudo Martis
Solitudo Martis  è una caratteristica di albedo della superficie di Mercurio.